# Corporate
Corporate è un film del 2006 diretto da Madhur Bhandarkar.